# Emilio Caprile
Emilio Caprile (* 30. September 1928 in Genua; † 5. März 2020 ebenda) war ein italienischer Fußballspieler, der während seiner aktiven Laufbahn für diverse Vereine sowie für die italienische Fußballnationalmannschaft auflief.

## Karriere

### Verein
Emilio Caprile begann seine aktive Laufbahn 1945 beim CFC Genua. Für die Genuesen war der Angreifer in der Saison 1945/46 aktiv, hierbei war er ihm vergönnt sich durchzusetzen und in der Mannschaft eine gewichtige Rolle zu repräsentieren. Danach ging Caprile zur FS Sestrese Calcio 1919. Obwohl er dort wiederum nur ein Jahr verweilte, gelang es dem Stürmer beim Zweitligisten mit seinen Leistungen zum Stammspieler zu avancieren. Kurz darauf nahm in die AC Legnano unter Vertrag, bei dem Caprile abermals nicht länger als eine Spielzeit zum Kader zählte. Im Sommer 1948 erhielt der damals 19-jährige ein Angebot vom Erstligisten Juventus Turin und schloss sich daraufhin dem Verein an. Bei den Turinern traf Caprile auf namhafte Konkurrenz, da der Angriff mit Giampiero Boniperti, John Hansen, Johannes Pløger und Ermes Muccinelli vortrefflich besetzt war.
Danach war er zwei Jahre für Atalanta Bergamo aktiv, bevor der Offensivspieler erneut zu Juventus Turin zurückkehrte und mit Juve in der Saison 1951/52 den Scudetto gewann. Nach einem Jahr verließ er den Verein erneut und spielte danach jeweils eine Saison für Lazio Rom und Como Calcio. Nachdem der AC Legnano zum Saisonende 1953/54 aus der Serie A abgestiegen war, schloss sich Caprile zum zweiten Mal nach 1947 dem lombardischen Verein an. Während der vier Jahre seines Wirkens folgte in der Saison 1956/57 der erneute Abstieg und der Fall in die dritthöchste Spielklasse, damals Serie C genannt. Nachdem er mit der Mannschaft den sofortigen Wiederaufstieg nicht bewerkstelligen konnte, ging er für ein Jahr zum Amateurverein AC Sammargheritese.

### Nationalmannschaft
Caprile wurde im Jahr 1948 erstmals in die italienische Auswahl für die Austragung der olympischen Sommerspiele berufen, für die er am 2. August 1948 in der Partie gegen die Vereinigten Staaten debütierte. Beim 9:0-Sieg im Achtelfinale gegen die USA, dies war gleichbedeutend der höchste Länderspielsieg der italienischen Nationalmannschaft, gelang ihm dabei sogleich sein erster Treffer. Drei Tage später traf er mit der Squadra Azzurra im Highbury-Stadion im Viertelfinale auf Dänemark, die Partie endete mit einem 5:3-Sieg für Dänemark. John Hansen erzielte vier Tore für die Dänen, Caprile war mit dem Ausgleichstreffer zum 2:2 erfolgreich.
Für die Austragung der Fußball-Weltmeisterschaft 1950 wurde der Angreifer von Nationaltrainer Ferruccio Novo als Teil der italienischen Auswahl für die Endrunde des Turniers nominiert. In den beiden Partien der Vorrunde gegen Schweden und Paraguay wurden ihm Gino Cappello, Riccardo Carapellese, Ermes Muccinelli, Giampiero Boniperti und Amedeo Amadei vorgezogen. Nach dem Ausscheiden der italienischen Nationalelf in der Vorrunde verschwand Caprile aus dem Blickfeld der Nationalmannschaft und erhielt in der Folgezeit keine weiteren Aufgebote für die italienische Auswahlmannschaft.